# Закваска
Заква́ска (заквашувальний препарат) — одно-, або багатокомпонентна, або симбіотична комбінація мікроорганізмів, що використовується під час виробництва харчових продуктів; суміш, що викликає бродіння (зазвичай, молочнокисле або спиртове). Використовується для сквашування молока з метою одержання кисломолочних продуктів (сиру, йогурту, кефіру, кисляку і т. д.), для готування тіста та напоїв (квасу, пива та ін.).

## Види заквасок

### Закваски для молочних виробів
Закваску для молочних продуктів одержують:
- із сичуга травоїдних (сичужний фермент[1]);
- із грибкових культур — кефірний грибок
- із бактерій — болгарська паличка (Lactobacillus bulgaricus), ацидофільна паличка (Lactobacillus acidophilus), швейцарська паличка (Lactobakterium helveticum), молочнокислий термофільний стрептокок (Streptococcus salivarius subsp. thermophilus)[1] молочнокисла паличка Лейхмана й інше;
- із уже зашумованих продуктів, сметани[1].
- як первинну закваску вживають свіжу заболонь (внутрішню частину кори) молодої шелюги (верби); пророщену в невеликому мішечку в теплі і у темряві пшеницю; кірку свіжоспеченого житнього хліба; срібні предмети; шматочок цегельного зеленого калмицького чаю (при приготуванні Тарака)[2]

Зокрема, корисні властивості молочних продуктів, заквашених болгарською паличкою, були вивчені І. І. Мечниковим, а відповідний продукт одержав назву мечниківського кисляку.
Закваски або чисті культури молочнокислих бактерій виготовляють в рідкому вигляді або в виді таблеток. Щоб приготувати закваску, в 0,5 л прокип'яченого і остуженого до 40-45 °C молока розчиняють таблетку чистих культур мікроорганізмів і витримують 1,5-2 години в теплому місці. Після цього молоко перемішують чистою ложкою і зброджують протягом 18-20 годин. Згусток, що утворився, може служити готовою закваскою.
В залежності від вмісту мікроорганізмів розрізняють звичайні сухі закваски (одиниці мільярдів клітин в 1 г) і бактеріальні препарати (не менше 150 млрд клітин в 1 г). Деякі лабораторії виробляють рідкі закваски, які являють собою чисті культури молочнокислих бактерій в молоці.
Бактеріальні культури виробляють у спеціальних лабораторіях. Молочнокислі бактерії і дріжджі висилають спеціалізовані лабораторії у вигляді чистих культур рідких і сухих заквасок або окремих штамів. Якість закваски залежить від чистоти культури (відсутність у заквасках небажаних мікроорганізмів), здатності до утворення кислоти, аромату, нагромадження антибіотиків. Від підбору культур залежать аромат, консистенція та інші якості продукту.

#### Первинна закваска
Із сухих або рідких заквасок готують робочі закваски. Спочатку готують первинну (материнську) закваску. Для цього беруть 2 л якісного, чистого, без піни незбираного або знежиреного молока, кип'ятять у скляній колбі або стерилізують в автоклаві і охолоджують до температури сквашування, яка залежить від виду використаної культури. Переливати молоко в інший посуд не рекомендується, щоб запобігти його забрудненню.
В охолоджене молоко вносять порцію сухої або рідкої закваски, закривають пробкою, збовтують і вміщують у термостат, де підтримують постійну температуру. Через 12—16 год утворюється згусток. Після його появи закваску ще витримують у термостаті близько 2 год. Якісна первинна закваска повинна мати достатньо густий однорідний згусток кислотністю 75-80°Т стрептококової культури і 75- 100°Т для молочнокислих паличок.

#### Вторинна (пересадкова закваска)
Первинна закваска ще непридатна для приготування продукту, оскільки не містить достатньо активної мікрофлори. Тому з неї одержують пересадкову закваску, або вторинну. Для цього потрібну кількість молока готують так само, як і для материнської. В охолоджене молоко вносять 5 % первинної закваски, ретельно перемішують до однорідної рідкої консистенції. Перед перемішуванням збирають верхній шар (2-3 см) материнської закваски. Молоко сквашують за тієї самої температури, що й у виробництві первинної закваски. Вторинну сквашують протягом 8-12 год. Готову закваску охолоджують до 8°С і зберігають за цієї ж температури. Кислотність має бути 80- 90°Т.

#### Робоча закваска
Вторинна закваска, виготовлена із свіжої рідкої закваски, може бути основною для одержання виробничої. При використанні сухої закваски готують третинну, яку використовують для приготування виробничої (робочої) закваски. Робочу закваску готують з пересадкової, але температуру сквашування знижують до 24°С. Молоко зсідається через 6-10 год. Робоча закваска повинна мати чистий, кисломолочний смак і запах, однорідну консистенцію без бульбашок газу або сироватки; злам згустку має бути стійким, глянцевим, з різко вираженими краями; кислотність 90-100°Т. Цю закваску до використання зберігають в охолодженому вигляді за температури 6-8 °С. Відновлюють її через кожні 10-12 днів, застосовуючи нову упаковку лабораторної культури.
Для приготування заквасок повинні бути виділені спеціальні приміщення, посуд, інвентар, використовувати які з іншою метою забороняється. Їх треба тримати в чистоті і періодично дезінфікувати.

#### Для приготування сирів
Для приготування сирів, перед внесенням в молоко сухої або рідкої бактеріальної закваски перевіряють цілісність флакона і його закупорювання. Після цього флакон дизінфікують (протирають спиртом) і відкривають, для чого продезінфікованим методом фламбування пінцетом знімають металевий ковпачок, виймають пробку і дезінфікують фламбуванням відкритий край флакону. Якщо виявляють тріщину або погане закупорювання — дану порцію культури не використовують у виробництві.
Заквашене молоко ретельно перемішують після внесення культури і через 1-2 год. витримки, а після цього молоко залишають у спокої до утворення згустку. За температурою сквашування необхідно уважно стежити і не допускати відхилення її більше, ніж на +/- 1оС.
| Продукти                 | Температура сквашування, оС | Закваска                                                                       | Тривалість сквашування, год. | Температура охолоджування, оС | Кислотність готової продукції, оТ |
| ------------------------ | --------------------------- | ------------------------------------------------------------------------------ | ---------------------------- | ----------------------------- | --------------------------------- |
| Простокваша звичайна     | 36-38                       | Молочнокислий стрептокок                                                       | 6-8                          | 8                             | 80-100                            |
| Простокваша мечниківська | 36-36                       | Молочнокислий стрептокок + болгарська паличка                                  | 3-4                          | 8                             | 90-140                            |
| Простокваша південна     | 45-48                       | Молочнокислий стрептокок (термофільний) + болгарська паличка + молочні дріжджі | 3-4                          | 8                             | 90-140                            |
| Ацидофільне молоко       | 42-45                       | Ацидофільна паличка                                                            | 3-4                          | 8                             | 75-130                            |
| Ацидофілін               | 30-32                       | Ацидофільна паличка + молочнокислий стрептокок + кефірна паличка               | 8-10                         | 8                             | 75-130                            |
| Ряжанка                  | 40-42                       | Молочнокислий стрептокок (термофільний) + болгарська паличка (не обов'язково)  | 4-5                          | 8                             | 70-110                            |
| Кефір                    | 20-25                       | Кефірні грибки                                                                 | 10-12                        | 8                             | 85-100                            |

Див. також: Кисломолочні бактерії

#### Цікаві факти
- Підмаренник — рід рослин, здатних звертати молоко[5].

### Закваски для борошняних виробів
Хлібна закваска (також ро́зчина, розм. ро́щина) — біологічний розпушувач, що є традиційною альтернативою хлібопекарським дріжджам промислового виробництва.
Для приготування закваски для тіста використовується лише борошно та вода, а всі необхідні для ферментації мікроорганізми або вже знаходяться в борошні, або потрапляють до закваски з навколишнього середовища під час приготування.
Завдяки тому, що в заквасці (крім дріжджових грибків) присутні також молочнокислі бактерії (якими в процесі молочнокислого бродіння утворюється молочна кислота), хліб та інші вироби з тіста на заквасках мають приємний кислуватий присмак.